# Gynoplistia (Gynoplistia) nebulipennis
Gynoplistia (Gynoplistia) nebulipennis is een tweevleugelige uit de familie steltmuggen (Limoniidae). De soort komt voor in het Australaziatisch gebied.